# William Primrose
 (mars 2023).
Si vous disposez d'ouvrages ou d'articles de référence ou si vous connaissez des sites web de qualité traitant du thème abordé ici, merci de compléter l'article en donnant les références utiles à sa vérifiabilité et en les liant à la section « Notes et références ».
Pour les articles homonymes, voir Primrose.
William Primrose est un altiste écossais né à Glasgow le 23 août 1904 et mort le 1er mai 1982 à Provo (Utah).
Il est généralement considéré dans l’histoire de l’alto comme l’un des pionniers de cet instrument. Il fut en effet le premier soliste altiste international et a ainsi grandement contribué à faire sortir l’alto du rang d’instrument mal-aimé et réservé aux mauvais violonistes.

## Biographie
Né à Glasgow (Écosse) le 23 août 1904, William Primrose y entreprend à quatre ans l’apprentissage du violon. En 1919, la famille déménage à Londres et le jeune Primrose intègre la Guildhall School of Music où il continue l’étude du violon avec Max Mossel. Après avoir reçu sa médaille d’or en 1924, il se rend en Belgique pour se perfectionner auprès du grand maître du violon, Eugène Ysaÿe. Celui-ci l’encourage vivement à renoncer au violon au profit de l’alto, dont Primrose préfère la sonorité.
En 1930, il devient l’altiste du London String Quartet, formation avec laquelle il parcourra l’Amérique du Nord et du Sud jusqu’à sa dissolution en 1935 à la suite de problèmes financiers. En 1937, il intègre l'Orchestre symphonique de la NBC d'Arturo Toscanini comme simple altiste de rang mais avec lequel il se produira aussi en tant que soliste. Il fonde en parallèle son propre quatuor, le Primrose String Quartet.
En 1941, Primrose quitte le NBC. Il rencontre par hasard à New York le fameux ténor Richard Crooks qui l’invite à l’accompagner dans ses tournées, ce qui aura pour effet de lancer la carrière de soliste de Primrose.
Les années qui suivent la guerre sont celles du succès : Primrose joue avec les grands orchestres européens et américains, sous la direction des plus grands chefs d’orchestre de ce temps : John Barbirolli, Thomas Beecham, Charles Munch, Arturo Toscanini, Wilhelm Furtwängler, Serge Koussevtzky... Il enregistre cinq fois Harold en Italie de Berlioz (1939 1944 1946 1951 1958).
Primrose poursuit en parallèle une importante carrière de chambriste qui l’amène à jouer avec les grands maîtres qu’il admirait, étant étudiant. Hormis sa collaboration au London String Quartet et au Primrose Quartet, il est membre du Festival Piano Quartet, du Heifetz-Primrose-Feuermann Trio, du Heifetz-Primrose-Piatigorsky Trio et du Schnabel-Szigeti-Primrose-Fournier Piano Quartet.
L’enseignement prend une place importante dans la vie de Primrose : très jeune, il enseigne déjà au Curtis Institute of Music de Philadelphie, puis à l’université du Sud de la Californie (1961-1965), et à l’université de l’Indiana (1965-1972). En 1971, Primrose est en résidence à l’université des Beaux-Arts et de la Musique de Tokyo et à la Toho School. Il donne occasionnellement des master-classes à la Juilliard School ainsi qu'à la Eastman School of Music. Il anime aussi des  sessions d’été à travers le monde (Toronto, Montréal, Genève, Banff, Santa Barbara et Aspen).
Il meurt 1er mai 1982 d’un cancer à Provo (Utah).
Outre le Concerto pour alto de Bartók, il aura commandé ou suscité le Concerto pour alto, piano, instruments à vent et percussion de Karl Amadeus Hartmann, le Concerto pour alto de Quincy Porter ainsi que les Lachrymae pour alto et piano à cordes de Benjamin Britten, pièce qu'il a créée en 1950 avec le compositeur au piano et dont celui-ci écrira plus tard une version pour alto et orchestre à cordes.
En 1953, Primrose a été élevé au titre de Commandeur de l’Ordre de l’Empire britannique par la reine Élisabeth II.
Pour sa contribution à l’industrie du disque, Primrose a reçu une étoile sur le Hollywood Walk of Fame au 6801 Hollywood Blvd.

## Instrument
William Primrose a joué sur le Stradivarius alto Gibson.

## Publications
Primrose a écrit quatre publications pédagogiques importantes sur son instrument :
- Art and Practice of Scale Playing (Mills, 1954)
- Technique Is Memory (Oxford University Press, 1960)
- Violon and Viola (avec Yehudi Menuhin et Stevens; Schirmer, 1976)
- Playing the Viola (Oxford University Press, 1988)